# Tamarixia leptothrix
Tamarixia leptothrix är en stekelart som beskrevs av Graham 1991. Tamarixia leptothrix ingår i släktet Tamarixia och familjen finglanssteklar.
Artens utbredningsområde är:
- Ungern.
- Italien.
- Nederländerna.
- Sverige.

Arten är reproducerande i Sverige. Inga underarter finns listade i Catalogue of Life.